# Robert Herberigs
Robertus Henricus Maria Joseph (Robert) Herberigs (Gent, 19 juni 1886 – Oudenaarde, 20 september 1974) was een Vlaams componist, schilder en schrijver. Hij werd in de Oost-Vlaamse hoofdstad geboren als de zoon van de ingeweken Nederlandse Limburger Jozef Herberigs en Charlotte van Beveren uit Drongen.

## Levensloop
Robert Herberigs was een zeer veelzijdig en actief man. Zijn artistieke bedrijvigheid had betrekking op drie kunsttakken: muziek, schilderkunst en literatuur. Het bekendste werd hij in de muziekwereld. 
Begin van de eeuw studeerde hij aan het muziekconservatorium van Gent en behaalde er verschillende eerste prijzen. Hij begon in 1908 aan een zangcarrière als bariton aan de Vlaamse Opera in Antwerpen, maar verliet die vlug, toen hij in 1909 de Romeprijs won, die hem toeliet drie jaar door Italië, Frankrijk, Duitsland en Oostenrijk te reizen. Veel later, van 1951 tot 1953 was hij directeur van de Koninklijke Vlaamse Opera in Antwerpen. 
In 1963 kreeg hij voor zijn totale oeuvre de Peter Benoitprijs. 
In 1915 trouwde hij met Irene Gevaert, zus van Edgar Gevaert en dochter van textielindustrieel Omer Gevaert, die een achterneef van componist François Auguste Gevaert was. Na haar dood in 1960 trouwt hij opnieuw met Marie Thérèse Verschraeghen, nicht van zijn eerste vrouw en eveneens een Gevaert.
Na 1966 wijdde hij zich hoofdzakelijk aan het schilderen. Hij publiceerde ook een tiental streekromans, waaronder Pasterke Candeels en Het Wolvenhof, beide in 1946 verschenen.
Daarnaast kweekte hij abrikozen in de Ardèche op het landgoed Château Rochecolombe, waar zijn nakomelingen nadien wijn verbouwden.

## Componist
Herberigs was een vruchtbaar componist. Hij was hierin eclectisch en beoefende vele stijlen, gaande van impressionisme tot expressionisme. Onder meer:
- Drie bundels liederen, waaronder la chanson d'Ève.
- Zes liederen, op gedichten van Guido Gezelle.
- Hij diende in 1910 een compositie in, op een gedicht door pater Emiel Fleerackers, voor de viering in Gent van het beeld Onze-Lieve-Vrouw van Vlaanderen.
- De legende van Sint Hubertus, (1909).
- Twee opera's, twee symfonieën, twintig pianosonates, twee pianoconcerto's.
- Te Deum voor kinderkoor, mannenkoor en orgel.
- Acht Missen onder meer Missa pro Pace (1939)
- Twintig orkestwerken.
  - Cyrano de Bergerac, symfonisch gedicht (1912)
  - Le Chant d'Hyawatha (1921).
  - Antoine et Cléopatre (1949).
  - Renaud et Armide (1967)
- Het Gravensteen, licht- en klankspel.
- Het Lam Gods, openluchtspel, 1949.
- Le mariage de Rosine, toneelmuziek (1918).
- L'amour médecin (1920)
- Concerto voor orgel en kamerorkest.
- Landelijk concerto  voor fluit, hobo, klarinet, fagot en hoorn.

## Eerbetoon
- Een Stichting Herberigs werd opgericht, met zetel in Evergem. In 2004 werden heel wat activiteiten ontwikkeld. Oud-minister Paul Van Grembergen werd er voorzitter van. Een website werd ontwikkeld. In 2014 werd de biografie van Herberigs door Marcel Lequeux gepubliceerd. In de volgende jaren leek de activiteit van de vereniging aanzienlijk te verminderen, terwijl de site niet meer beschikbaar was.
- In 2008 werd een project goedgekeurd tot inrichting van een Herberigsmuseum in het gemeentelijk domein De Ghellinck in Elsegem, deelgemeente van Wortegem-Petegem. Het plan werd echter niet gerealiseerd. Wel werd Herberigs benoemd tot ereburger van Oudenaarde.